# Klaus Glahn
Klaus Glahn (født 23. marts 1942) er en pensioneret tysk judoka, der deltog i Sommer-OL 1964 og 1972.
I 1964 vandt han bronze i den åbne vægtklasse og repræsenterede Tysklands forenede hold. Otte år senere vandt han sølv for Vesttyskland i vægtklassen +93 kg.
Mellem 1967 og 1973 vandt han fem medaljer ved verdensmesterskaberne i både vægtklassen +93 kg og den åbne vægtklasse.
Han vandt også tre europamesterskabstitler i 1963, 1968 og 1970.
I 2000'erne var han aktiv i politik. Han var spidskandidat for Rentnerinnen- und Rentner-Partei ved Europa-Parlamentsvalget 2009.